# Vlag van Hoeilaart
De vlag van Hoeilaart werd door de gemeenteraad op 2 juli 1987 officieel vastgesteld als de gemeentelijke vlag van de Vlaams-Brabantse gemeente Hoeilaart. Op 17 november 1987 werd hij door het Bestuur van Vlaanderen bevestigd en uiteindelijk gepubliceerd op 16 september 1988 in het officiële Belgisch Staatsblad.
Officieel wordt de vlag beschreven als:
Twee even lange banen van geel en van groen.
Geel symboliseert de zandgrond van Terheide, terwijl groen het Zoniënwoud en braakliggende grond symboliseert.

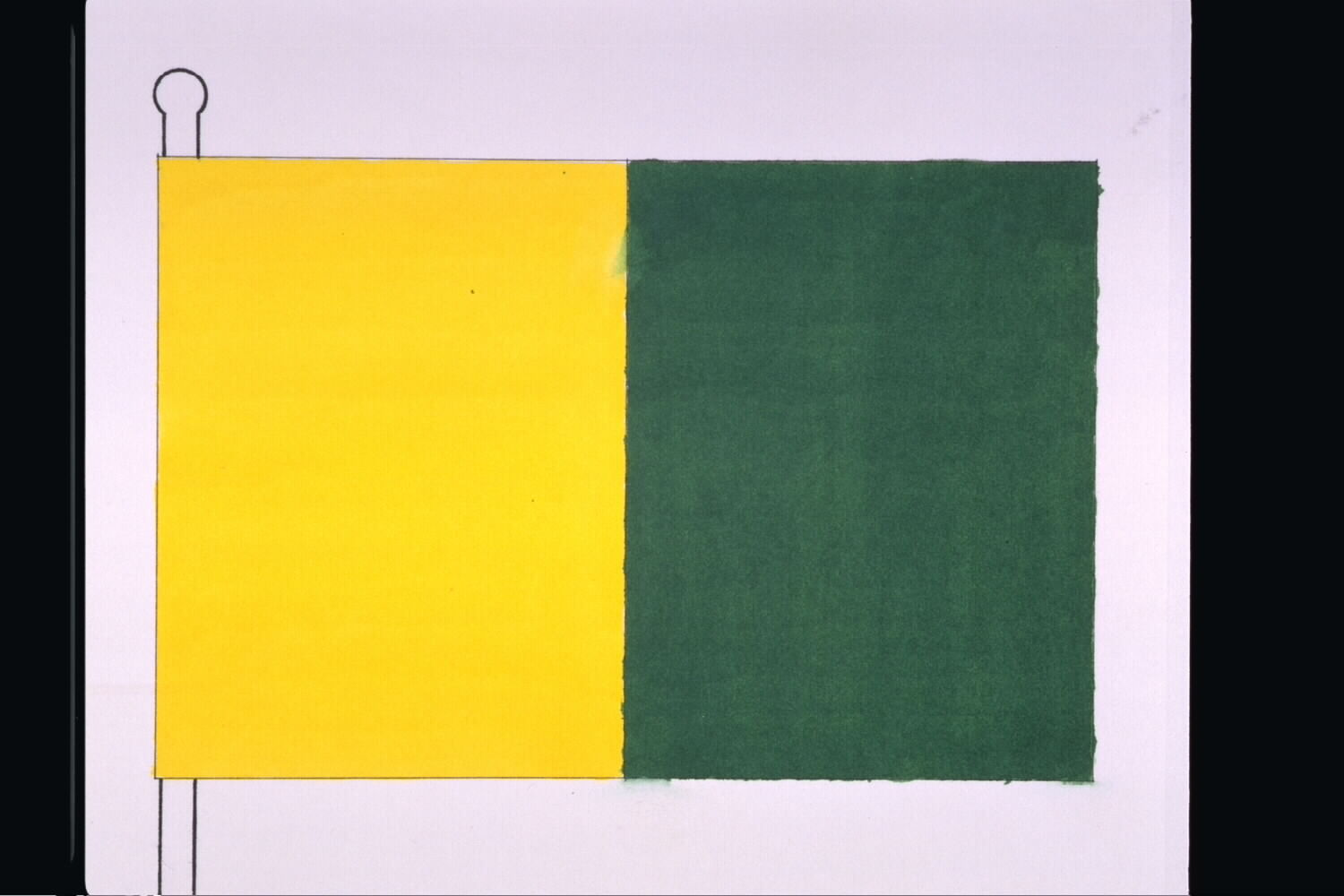
Officiële tekening van de vlag